# Asepse
Asepse je nepřítomnost choroboplodných zárodků (jako jsou bakterie, viry, plísně či paraziti). V praxi se asepsí rozumí opatření a postupy bránící kontaminaci sterilního prostředí mikroorganismy.
Těmito prostředky nejčastěji jsou:
- používání sterilních nástrojů
- zajištění sterilního prostředí
- rozdělení pracovišť na septickou a aseptickou část
- dezinfekce a používání ochranných pomůcek - roušek, sterilních rukavic